# Heikertingerella mimochirgua
Heikertingerella mimochirgua is een keversoort uit de familie bladkevers (Chrysomelidae). De wetenschappelijke naam van de soort werd in 1999 gepubliceerd door Savini.